# Oslići
Oslići is een plaats in de gemeente Cerovlje in de Kroatische provincie Istrië. De plaats telt 78 inwoners (2001).